# Agios Eustathios (Kolossi)

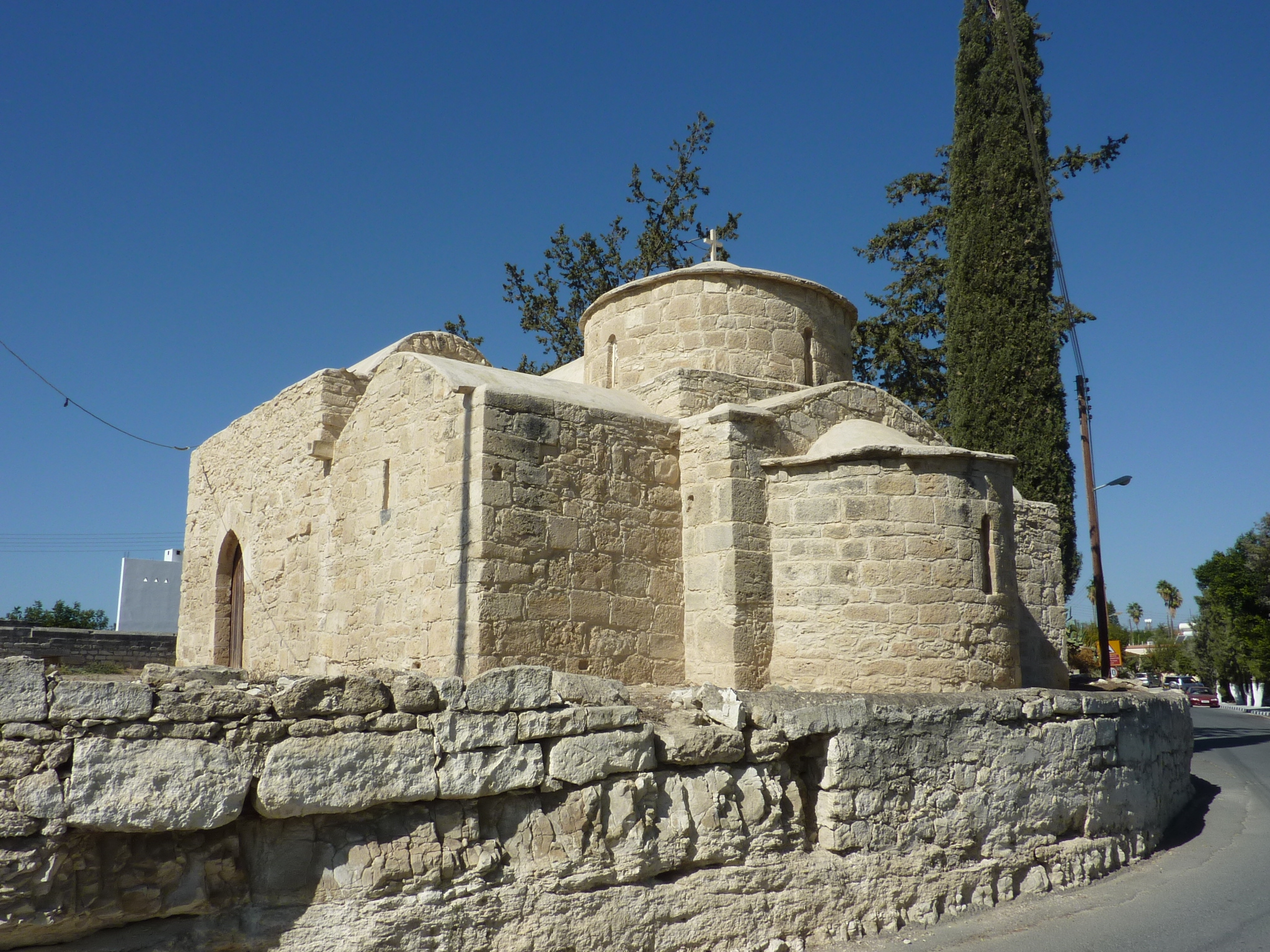
Agios Eustathios, Kolossi

Agios Eustathios (St. Eustachius) ist ein Kirchengebäude der zyprisch-orthodoxen Kirche auf Zypern in Kolossi (Bezirk Limassol) unmittelbar neben der gleichnamigen Johanniterburg.

## Beschreibung
Agios Eustathios entstand im 12. Jahrhundert als Kreuzkuppelkirche mit verlängertem Westarm ohne Narthex. Unmittelbar südlich davon wurde ab 1210 die Johanniter-Burg Kolossi errichtet, die im 14. Jahrhundert zeitweise im Besitz des Templerordens war. Vermutlich hatte Agios Eustathios ursprünglich nicht die Funktion einer Burgkapelle, später wurde sie aber unter den fränkischen Burgherren ausgebaut. Das Wappen des Louis de Magnac befand sich über dem Bogen zur Apsis. In der Mitte des 15. Jahrhunderts wurden dem Westarm Seitenschiffe in gleicher Höhe hinzugefügt. Außerdem wurde die Kirche im Verlauf des 15. Jahrhunderts mit Fresken ausgestattet, die teilweise erhalten sind. Darunter ein Christus als Pantokrator in der Kuppel.